# Phalera bucephala
Bucéphale
Pour les articles homonymes, voir Bucéphale (homonymie).
Espèce
La Bucéphale ou Lunule (Phalera bucephala) est une espèce d'insectes lépidoptères (papillons) de la famille des Notodontidae, sous-famille des Phalerinae. C'est l'espèce type pour le genre Phalera.

## Description
- Envergure du mâle : 55 à 65 mm. L'imago peut profiter d'un mimétisme remarquable lorsqu'il est au repos sur une branche (photo).

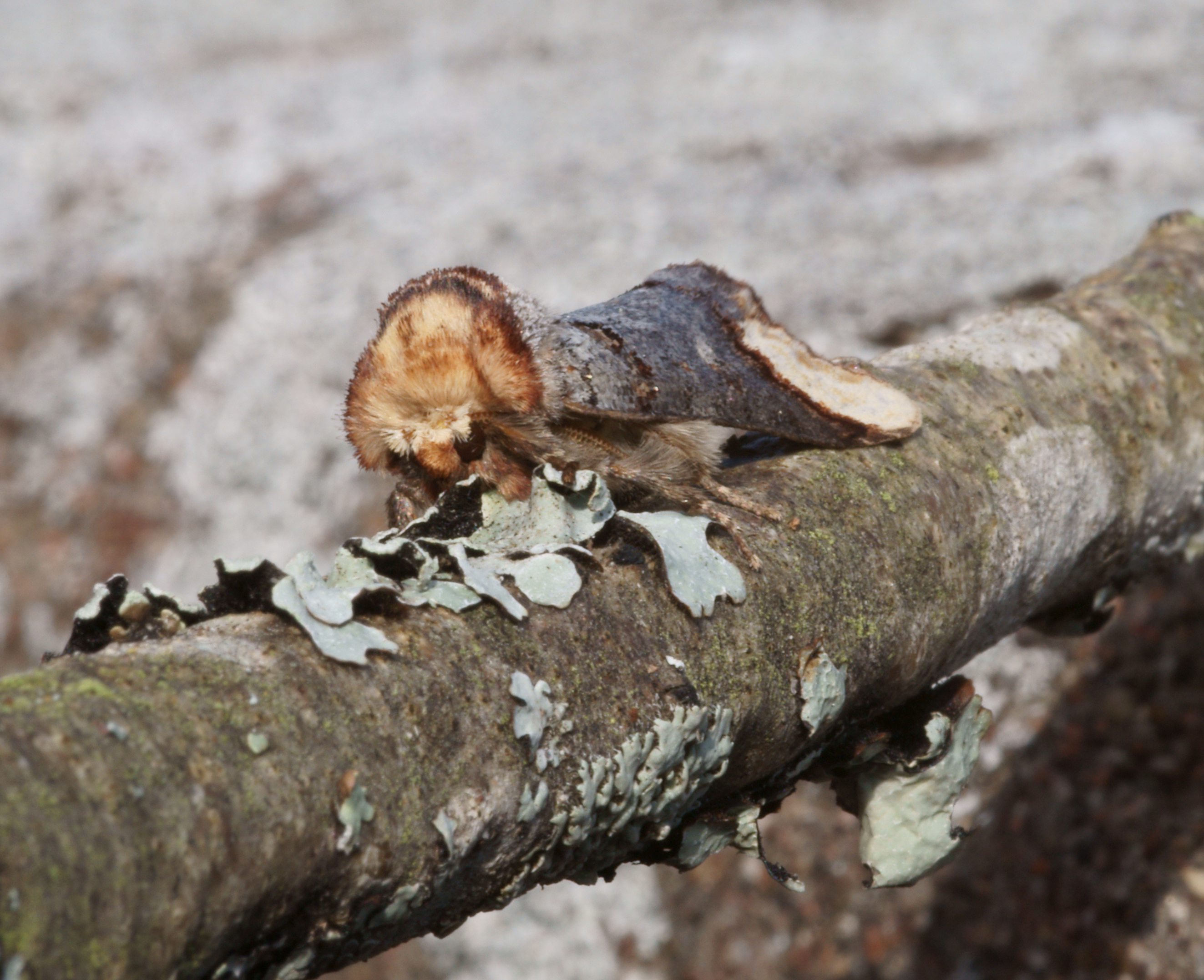
Mimétisme élaboré : l'adulte ressemble à un morceau de branche
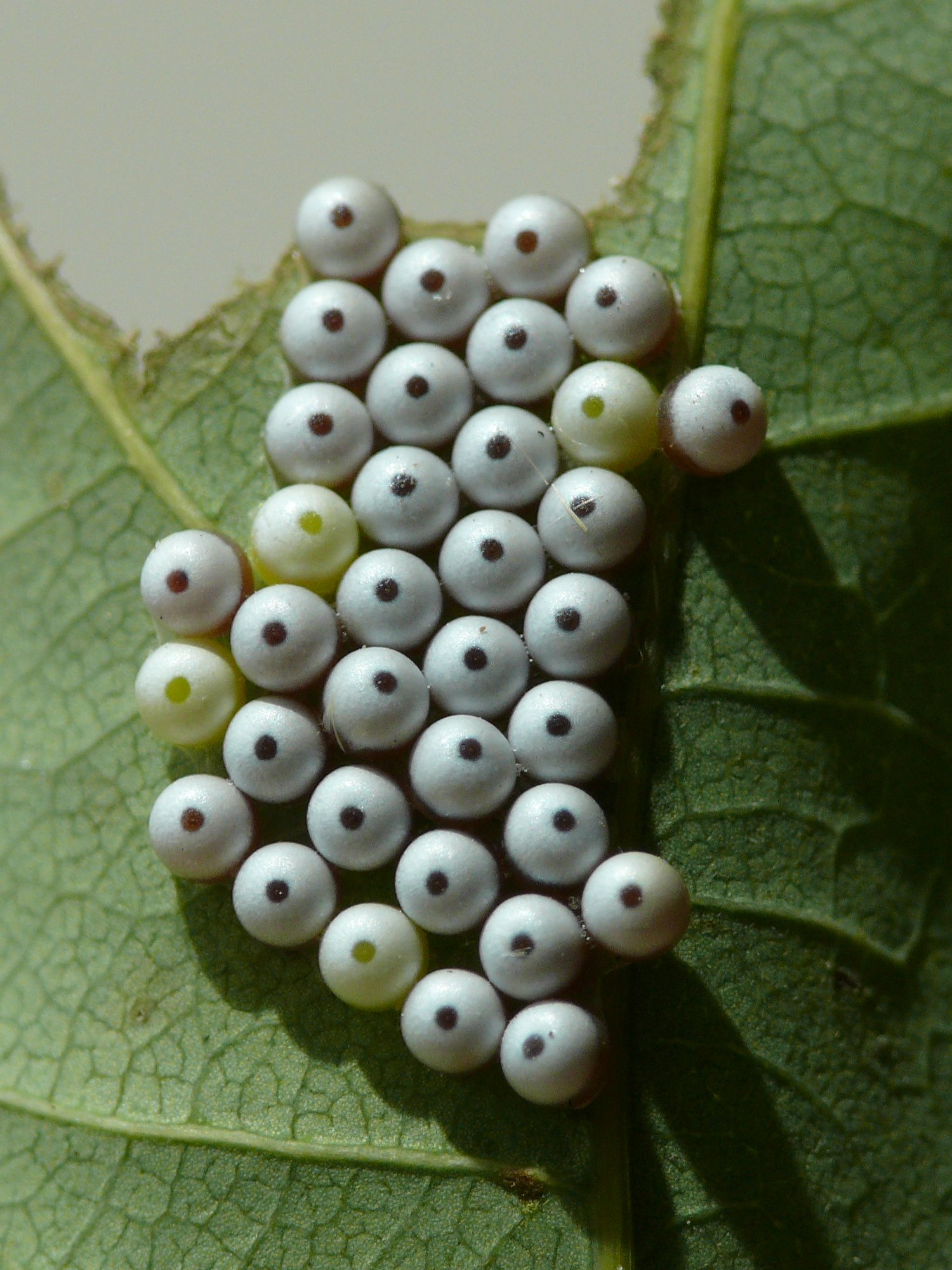
Œufs
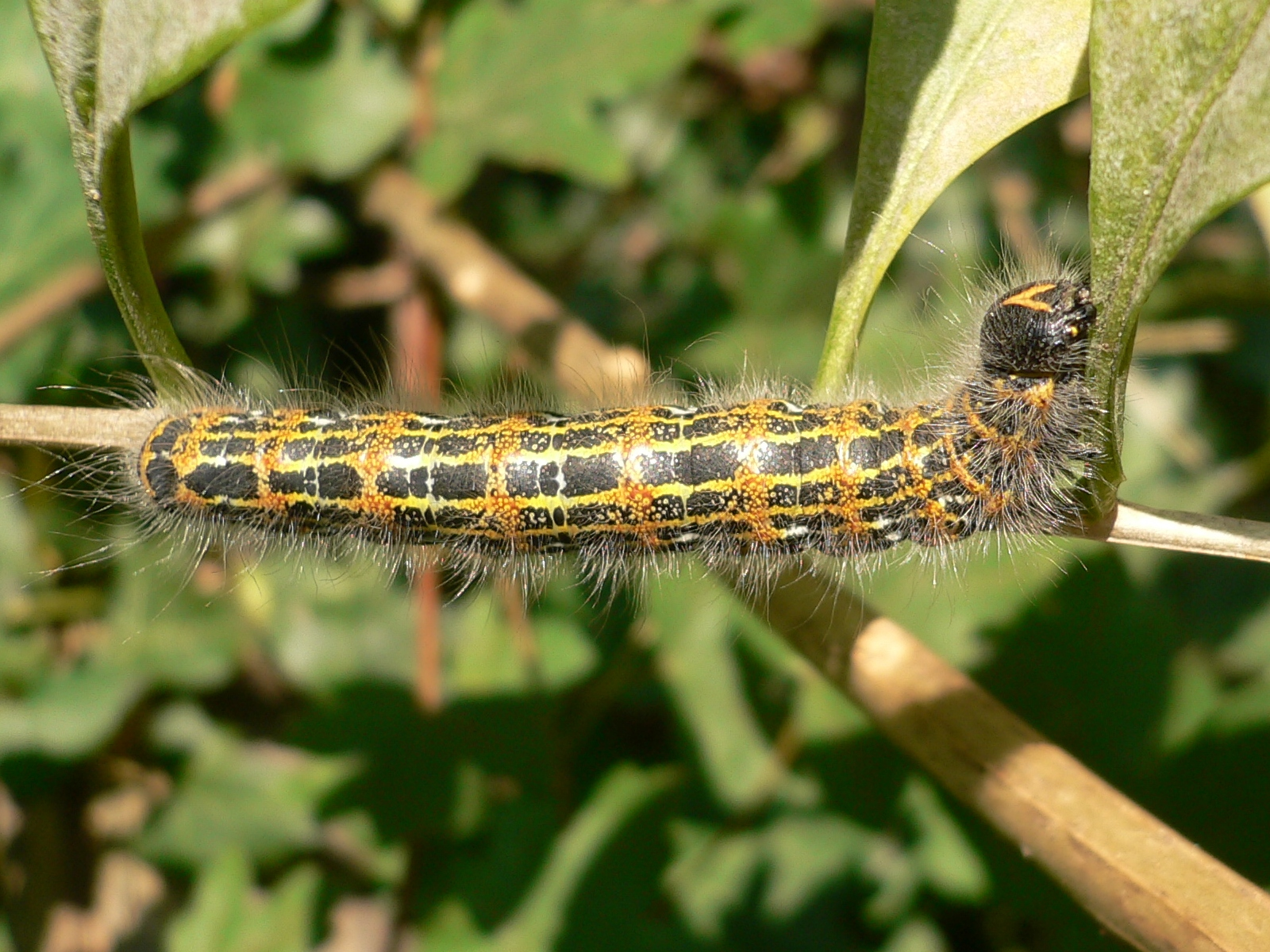
Sa chenille
Deux faces du même spécimen - MHNT

## Répartition
On trouve cette espèce de l’Europe occidentale à l’est de l’Asie.

## Biologie
- Période de vol : de mai à juin en une seule génération.
- Habitat : prairies et forêts jusqu’à 2 000 m.
- Plantes-hôtes : Quercus, Betula, Ulmus, Fagus, Tilia, Populus, Alnus et principalement Salix.
- Hibernation : sous forme de chrysalide.

## Systématique
L'espèce Phalera bucephala a été décrite par le naturaliste suédois Carl Von Linné en 1758, sous le nom initial de Phalaena bucephala .

### Synonymie
- Phalaena bucephala Linné, 1758 Protonyme
- Pygaera bucephala (Linné, 1758)
- Phalera lunula (Retzius1783) [2]
- Phalera bucephala tenebrata (Strand, 1903)[3]
- Phalera velata (Dannehl 1925)

### Noms vernaculaires
La Bucéphale, le bombyx bucéphale, la Lunule, le Porte-écu jaune. 

## Taxinomie
Sous-espèces
- Phalera bucephala bucephala (Linné, 1758)
- Phalera bucephala infulgens (Graeser, 1888) [4]